# Pogányszentpéter
Pogányszentpéter ist eine ungarische Gemeinde im Kreis Csurgó im Komitat Somogy.

## Geografische Lage
Pogányszentpéter liegt ungefähr zehn Kilometer südöstlich der Stadt Nagykanizsa. Nachbargemeinden sind Iharosberény, Iharos und Csurgónagymarton.

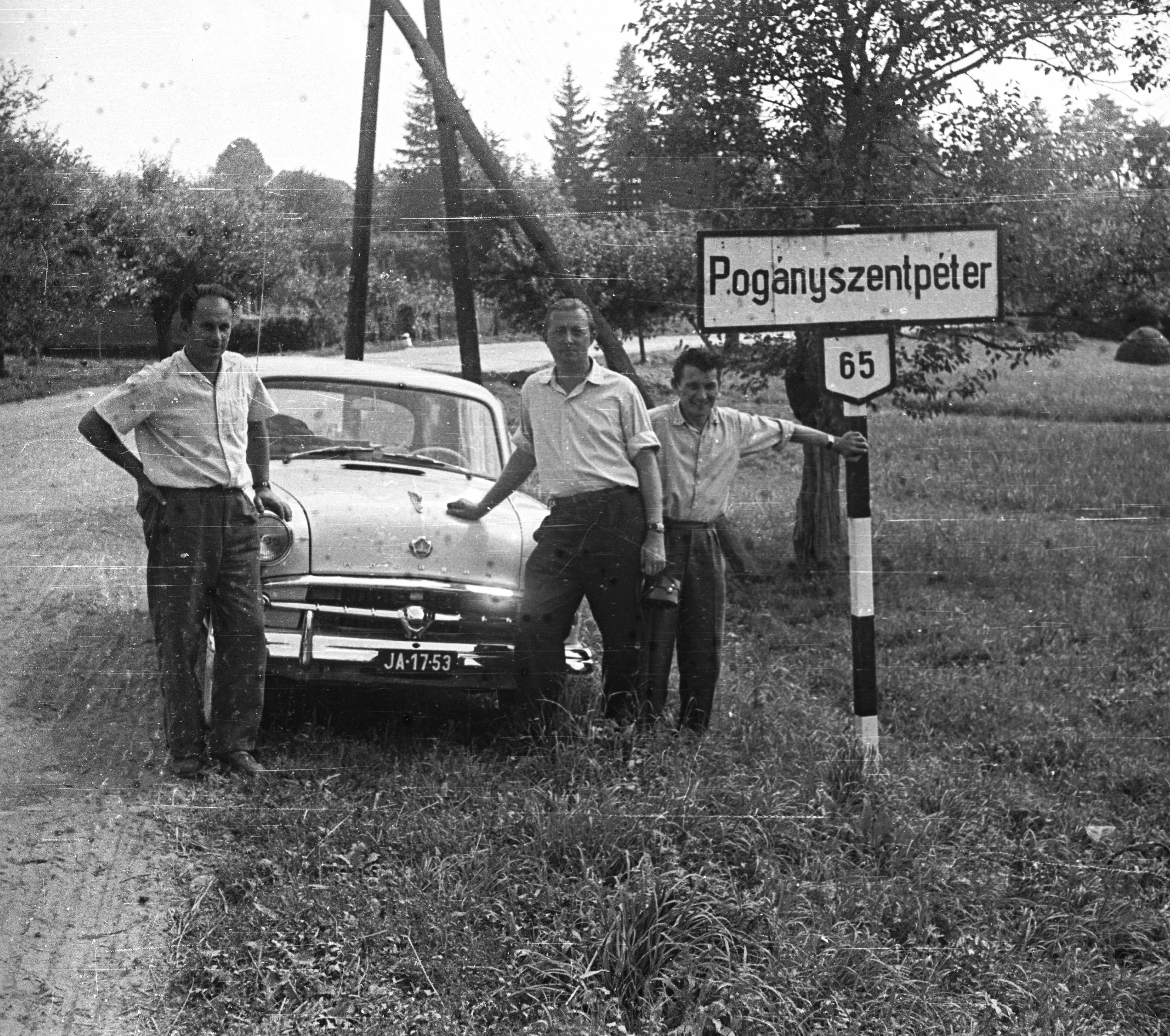
Ortseingang von Pogányszentpéter (1962)

## Infrastruktur
In Pogányszentpéter gibt es Kindergarten, Bücherei, Kulturhaus, Bürgermeisteramt, evangelische Kirche, eine römisch-katholische Kapelle sowie einen Boxklub und Sportverein.

## Sehenswürdigkeiten
- Angelseen (horgásztavak), nördlich der Gemeinde gelegen
- Evangelische Kirche, erbaut 1822
- Heimatkundliche Ausstellung (Helytörténeti kiállítás)
- Römisch-katholische Kapelle Szűz Mária neve
- Weltkriegsdenkmal (I-II. világháborús emlék)

## Verkehr
Durch Pogányszentpéter verläuft die Hauptstraße Nr. 61. Es bestehen Busverbindungen nach Csurgó, Nagyatád, Nagykanizsa, Kaposvár und Pécs. Der nächstgelegene Bahnhof befindet sich in Nagykanizsa.